# Bandeira da Palestina
A bandeira do Estado da Palestina (em árabe: علم فلسطين, romaniz.: ʿalam Filasṭīn) consiste em um tricolor composto por três faixas horizontais de igual dimensão — preta, branca e verde, de cima para baixo — sobrepostas por um triângulo vermelho que se estende a partir do mastro. Ela ostenta as cores pan-árabes, originalmente combinadas nesse formato durante a Revolta Árabe de 1916, simbolizando o povo palestino e o Estado da Palestina.
Utilizada desde a década de 1920, a bandeira palestina apresenta um desenho quase idêntico ao da bandeira da Revolta Árabe, com as cores pan-árabes representando quatro dinastias históricas árabes. Foi empregada durante a Revolta Árabe na Palestina (1936–1939) e tornou-se um símbolo recorrente no conflito israelo-palestino, especialmente após sua adoção oficial como bandeira do povo palestino com a fundação da Organização para a Libertação da Palestina (OLP) em 1964. Desde 2015, o Estado da Palestina celebra o Dia da Bandeira em 30 de setembro. A partir de 2021, a bandeira é hasteada a meio-mastro todo 2 de novembro, em luto pela Declaração Balfour de 1917, emitida pelo Reino Unido, que apoiava um "lar nacional para o povo judeu" no território então conhecido como Palestina Otomana.
Durante a Guerra dos Seis Dias (1967), Israel ocupou a Faixa de Gaza e a Cisjordânia, proibindo o uso da bandeira palestina até o início dos anos 1990, quando Israel e a OLP assinaram os Acordos de Oslo. Contudo, na prática, as autoridades israelenses continuam a confiscar rotineiramente a bandeira nos territórios ocupados. Em 2023, a Anistia Internacional publicou um relatório condenando as novas restrições impostas pelo governo israelense à exibição da bandeira palestina, classificando-as como uma tentativa de "legitimar o racismo" ao suprimir "um símbolo de unidade e resistência à ocupação ilegal israelense".
Entre 1967 e 1993, o símbolo da melancia surgiu como forma de desafiar as proibições israelenses à bandeira palestina, mantendo-se até hoje como uma expressão do nacionalismo palestino em escala global.

## Origem

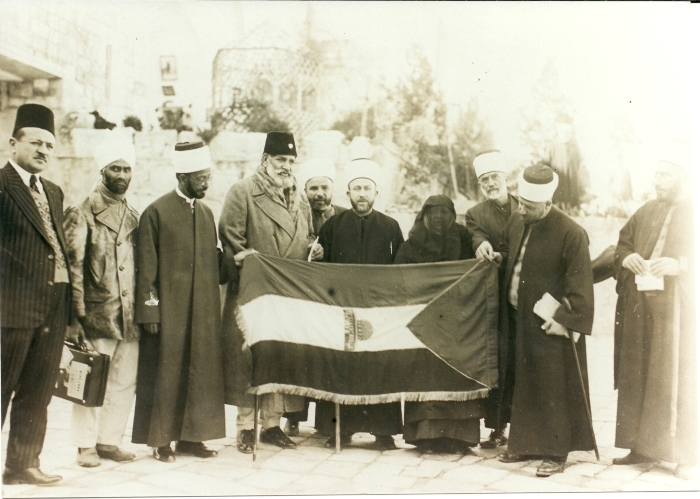
O ativista pela independência indiana Shaukat Ali recebendo uma bandeira árabe palestina (com o Domo da Rocha impresso no centro) de Amin al-Husseini e outros nacionalistas árabes palestinos em Jerusalém, Palestina sob Mandato, 1931

A bandeira utilizada pelos nacionalistas árabes palestinos na primeira metade do século XX era a mesma da Revolta Árabe de 1916. As origens desse pavilhão são objeto de controvérsia e mitologia. Segundo uma das versões, as cores foram selecionadas pelo 'Clube Literário' nacionalista árabe em Istambul, em 1909, inspiradas nos versos do poeta árabe do século XIII Safi al-Din al-Hili:

Perguntai às lanças erguidas, de nossas aspirações,

Que deem testemunho as espadas: perdemos a esperança?

Somos uma falange, a honra freia nossas almas,

De atacar primeiro quem não nos ferir.

Brancas são nossas ações, negras nossas batalhas,

Verdes nossos campos, vermelhas nossas espadas.

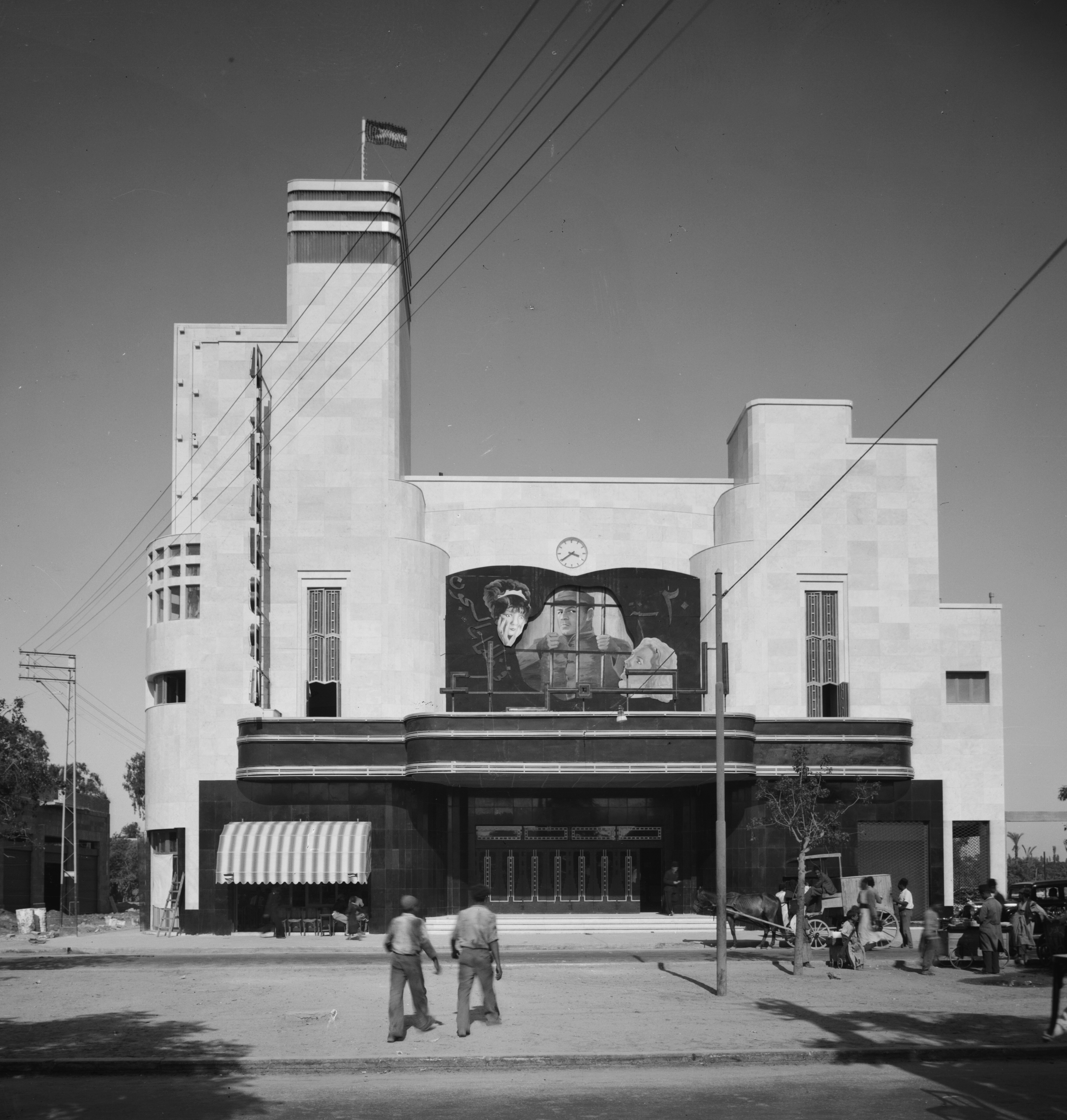
Bandeira árabe palestina hasteada no topo do Cinema Alhambra em Jaffa, Palestina sob Mandato Britânico, 1937

Uma versão alternativa atribui a concepção da bandeira à Sociedade dos Jovens Árabes, fundada em Paris em 1911. Outra hipótese sugere que o desenho teria sido elaborado por Sir Mark Sykes, do Ministério das Relações Exteriores britânico. Independentemente da versão correta, o fato é que o xerife Hussein bin Ali já utilizava a bandeira até 1917, e ela rapidamente se consolidou como símbolo do movimento nacionalista árabe no Mashriq (região do Levante).
Uma variante modificada (com alteração na ordem das faixas) foi empregada na Palestina pelo menos desde o início da década de 1920. Durante a Revolta Árabe na Palestina (1936–1939), a bandeira palestina foi amplamente exibida em vilarejos e zonas rurais declaradas como "áreas liberadas". Em 18 de outubro de 1948, o Governo de Toda a Palestina (All-Palestine Government) adotou oficialmente a bandeira da Revolta Árabe, posteriormente reconhecida pela Liga Árabe como símbolo nacional palestino.
A Organização para a Libertação da Palestina (OLP) consagrou-a como bandeira do povo palestino em 1964. Em 1º de dezembro do mesmo ano, o Comitê Executivo da OLP padronizou suas proporções e cores, invertendo as faixas preta e verde. Finalmente, em 15 de novembro de 1988, a OLP declarou-a bandeira oficial do Estado da Palestina, proclamado durante a Declaração de Independência Palestina.
No terreno, seu uso massivo começou após os Acordos de Oslo (1993), com a criação da Autoridade Nacional Palestina (ANP). Atualmente, a bandeira é amplamente hasteada por palestinos e seus apoiadores em territórios ocupados e no cenário internacional, consolidando-se como um emblema de resistência e identidade nacional.

## Descrição

### Especificações
- flag construction sheet

### Esquema de cores
| Sistema de cores | Vermelho  | Preto          | Branco      | Verde       |
| ---------------- | --------- | -------------- | ----------- | ----------- |
| CMYK             | 0-82-77-6 | 100-100-100-99 | 0-0-0-0     | 100-0-64-40 |
| HEX              | #EE2A35   | #000000        | #FFFFFF     | #009736     |
| RGB              | 238-42-53 | 0-0-0          | 255-255-255 | 0-151-54    |

#### Interpretação
| Cor      | Significado                                                          |
| -------- | -------------------------------------------------------------------- |
| Vermelho | A dinastia hachemita, simboliza o sangue nas espadas dos guerreiros. |
| Branco   | A dinastia omíada, simboliza pureza e atos nobres.                   |
| Verde    | A dinastia fatímida, representa as terras árabes férteis.            |
| Preto    | A dinastia abássida, representa a derrota dos inimigos em batalha.   |

## Uso no conflito israelo-palestino

### Supressão por Israel (1967–1993)

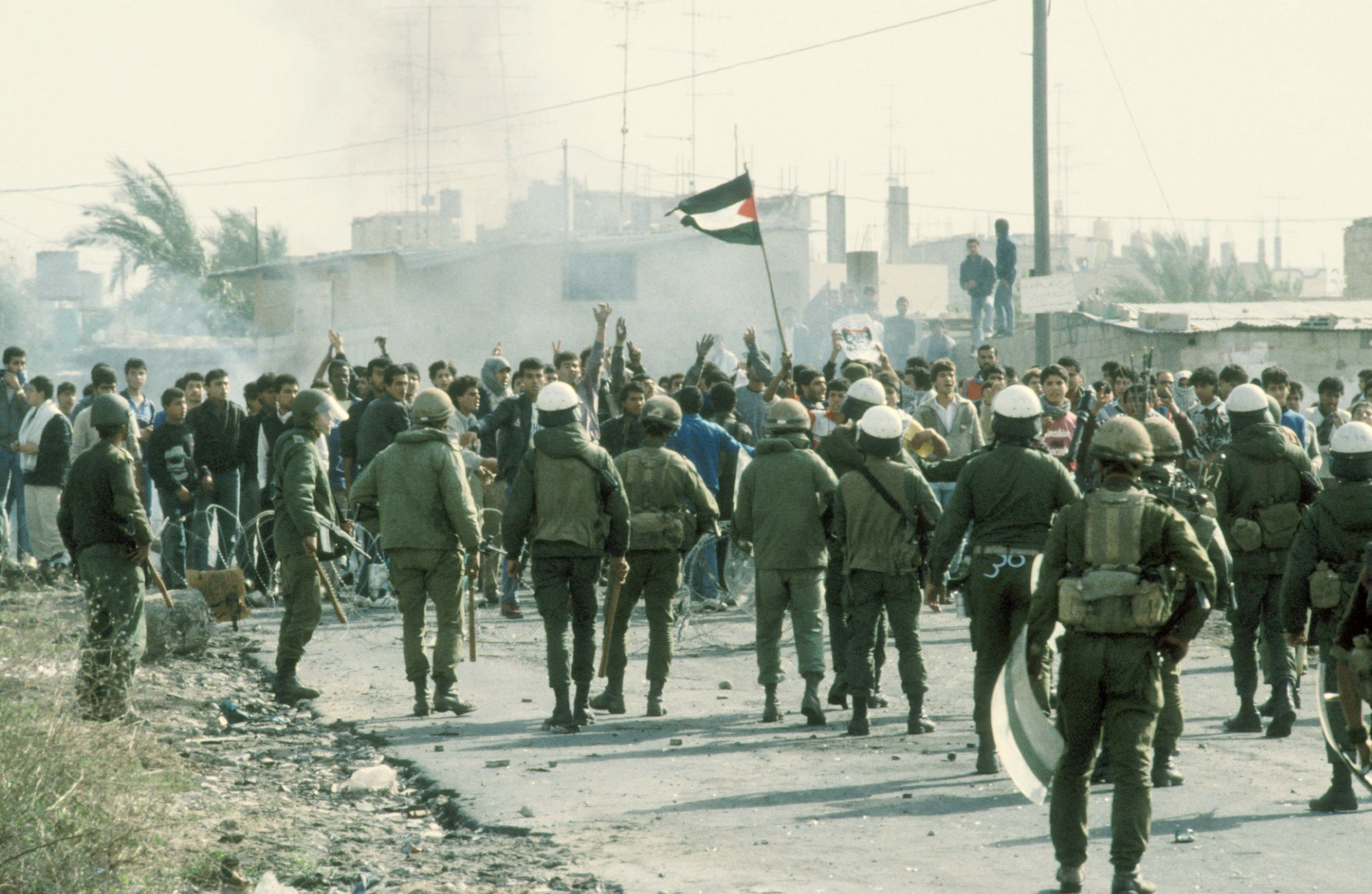
Confronto entre tropas israelenses e palestinos na Cidade de Gaza durante a Primeira Intifada, 1987

Imediatamente após a Guerra dos Seis Dias (1967), o Estado de Israel proibiu a exibição pública da bandeira palestina na Faixa de Gaza e na Cisjordânia, então ocupadas. Uma lei de 1980, que vetava obras de arte com "significado político", baniu também qualquer composição artística que utilizasse as quatro cores do pavilhão palestino, levando à frequente detenção de palestinos que as exibissem.
A proibição foi suspensa após os Acordos de Oslo (1993). No entanto, desde 2014, a polícia israelense tem autoridade para confiscar a bandeira se considerada "apoio ao terrorismo" ou "perturbação da ordem pública" — poder exercido de forma recorrente. Em janeiro de 2023, o ministro da Segurança Nacional Itamar Ben-Gvir ordenou explicitamente a proibição do símbolo em espaços públicos.
Tais restrições foram criticadas pela Anistia Internacional, que as classificou como uma tentativa de "legitimar o racismo", destacando que a bandeira palestina, por décadas, foi um "símbolo de unidade e resistência à ocupação ilegal israelense".

## Visibilidade e mídias sociais

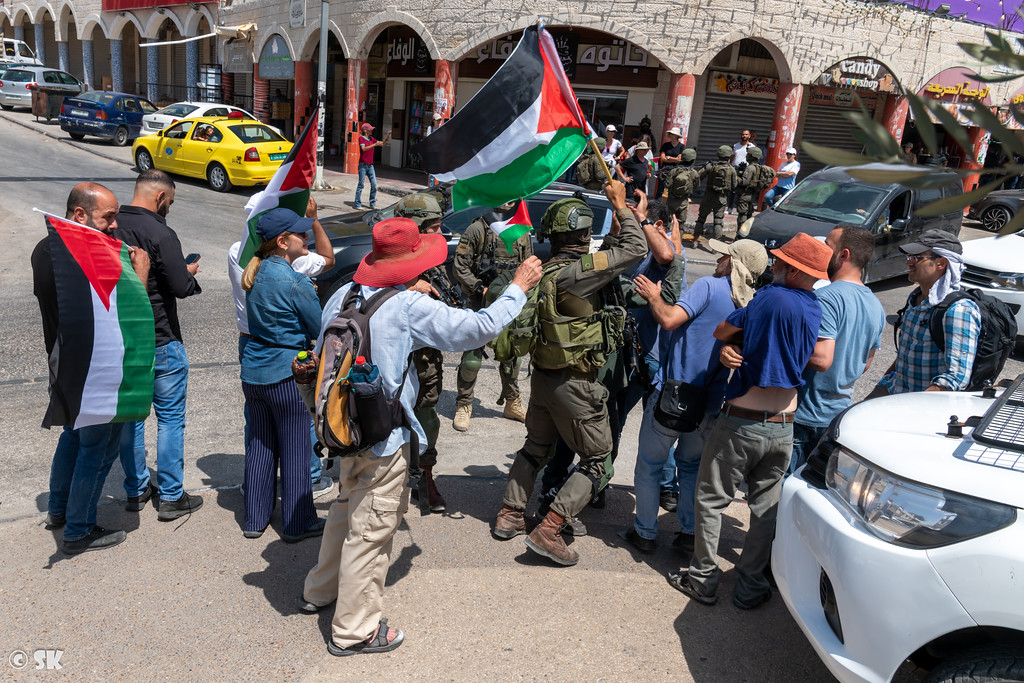
Soldados israelenses confiscando bandeiras palestinas em Huwara, 2022

O emoji da bandeira da Palestina (🇵🇸) (geralmente referido oficialmente como bandeira dos territórios palestinos) foi aprovado em 2015. Isso tem sido importante para o ativismo pró-Palestina online, especialmente desde 7 de outubro de 2023.

### Símbolo da melancia
O uso da melancia como símbolo palestino surgiu em resposta ao confisco de bandeiras palestinas por Israel.

## Outras bandeiras pan-árabes
A bandeira é semelhante à do Partido Baath da Síria, que usa as mesmas formas e cores, mas uma proporção de 2:3, em oposição à de 1:2 da Palestina, bem como à da efêmera Federação Árabe do Iraque e Jordânia (que tinha um triângulo equilátero no mastro). Também é semelhante à Bandeira do Sudão, à Bandeira da Jordânia e à Bandeira do Saara Ocidental, todas inspiradas na Grande Revolta Árabe contra o domínio otomano (1916-1918). A bandeira da Revolta Árabe tinha a mesma forma gráfica, mas as cores estavam dispostas de forma diferente (branco na parte inferior, em vez de no meio).

### Variações
- Bandeira usada durante a revolta árabe de 1936-1939 na Palestina, exibindo uma cruz cristã e um crescente islâmico no triângulo vermelho
- Bandeira substituta usada pela Liga Árabe para representar o povo palestino de 1945 a aproximadamente 1955[17]
- Bandeira usada pelo Governo de toda a Palestina na Faixa de Gaza ocupada pelo Egito, baseada na bandeira da Revolta Árabe, mas com a ordem de cores modificada que recebeu em 1920
- Bandeira palestina de 1948 a 1964. Hoje ela é hasteada sempre que há um sinal de perigo ou por engano.[18]
- Versão com o triângulo vermelho mais curto, usada pela Organização para a Libertação da Palestina (fundada em 1964) até a década de 1980
- Versão com o triângulo vermelho mais longo, usado em alguns períodos da história palestina, embora não seja amplamente difundido
- Bandeira palestina com cores mais escuras, usada com frequência